# 孔庙
孔庙，又称夫子庙、至聖廟、先師廟、先聖廟、文宣王廟，通常称为文庙，本是中国纪念孔子、供后人祭祀孔子的庙宇式建筑，自汉武帝罢黜百家，独尊儒术后成为借以宣传儒家思想的庙宇。
随着中国文化在中国周边地区的影响加深，越南、朝鲜、日本等地都兴建了许多孔庙。18世纪以后，在欧洲、美洲等地也相继出现了孔庙。全世界的孔庙曾发展到三千多处，目前尚存一千三百多处。

## 历史
孔廟的歷史可以追溯到孔子逝世的第二年，即周敬王四十二年（鲁哀公十七年，西元前478年）。當時孔子的弟子将其“故所居堂”立庙祭祀，庙屋三间，內藏衣、冠、琴、車、書等孔子遺物，并按岁时祭祀。此即中国乃至世界上最早和最大的孔庙，现在的曲阜孔庙。
北魏太和十三年（489年），在当时的京城建立了第一座位于京城的孔庙。唐朝贞观四年（630年），太宗下诏：“天下学皆各立周、孔庙。”自此孔庙遍及各地。
南宋高宗建炎二年（1128年），衍聖公孔端友奉孔子及夫人亓官氏畫像南下，宋高宗賜其安居於浙江衢州，1253年建立孔氏家廟，即所謂「南宗孔廟」。洪武二十六年（1393年），颁发“大成乐”专祀孔子。成化十三年（1477年），增祭孔乐舞为八佾，加笾、豆为十二，擴大规格祭祀孔子。
所有列入国家祭典的孔庙都是礼制庙宇。此外，还有孔子后代的家庙、孔子活动过的地方所建的纪念性庙宇、以及书院内的祭祀庙宇等非礼制庙宇。

## 建築

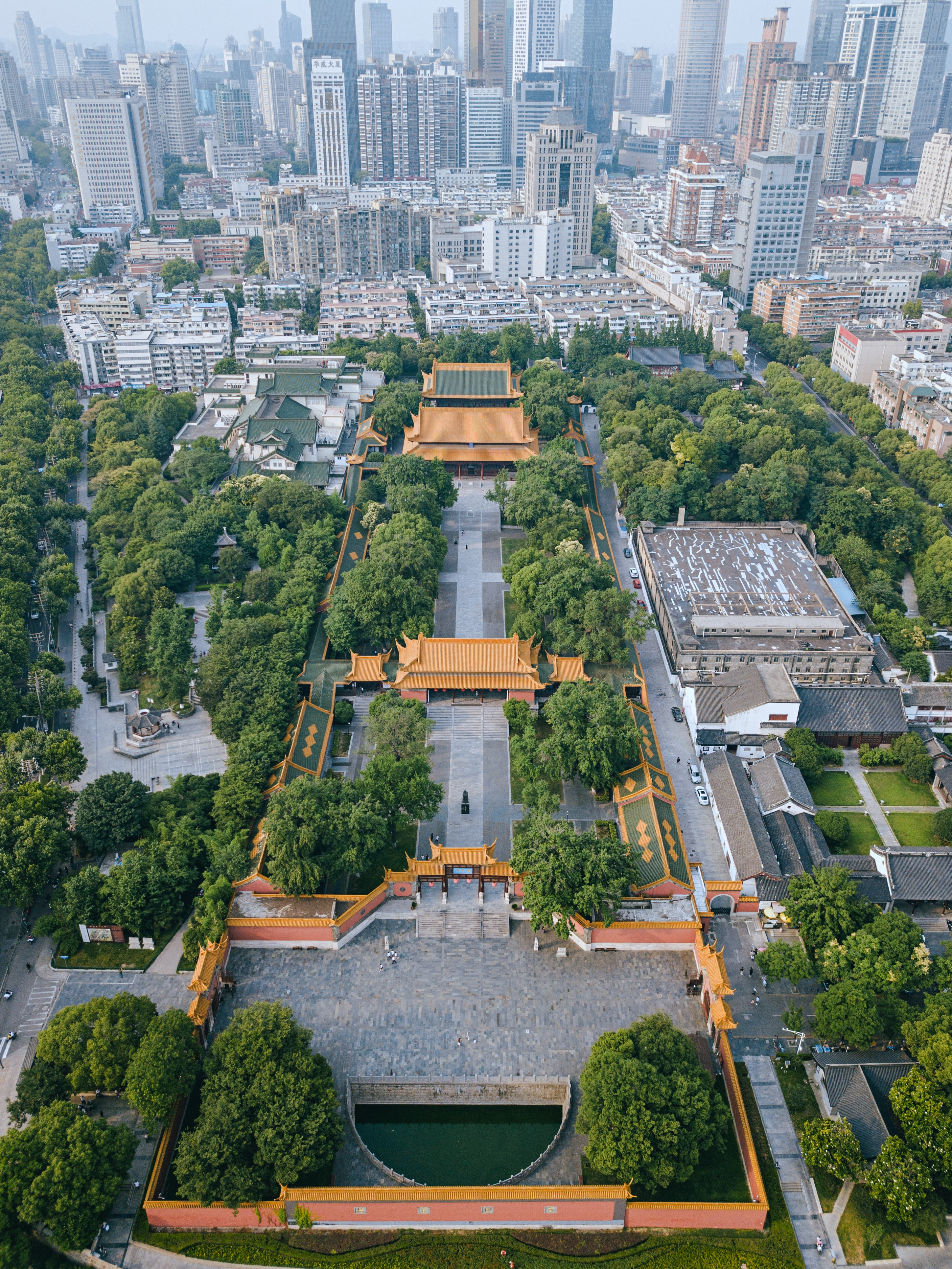
南京朝天宫航拍图，中路孔庙的建筑自南向北依次是万仞宫墙、泮池、棂星门、大成门、大成殿、崇圣殿。

作为礼制庙宇的孔庙多與地方官學結合，亦即所謂「廟學制」，布局主要可以分为前庙后学、左庙右学、右庙左学等形式。其中崇圣祠、明倫堂、大成殿、大成门是中國、朝鮮、越南、琉球皆有的主要建筑，中國孔廟一般都有萬仞宮牆、泮池、禮門、義路、棂星门、东西两庑几部分，有些孔廟並設有鄉賢祠、名宦祠、節孝祠、孝子祠等。中國的孔廟一般都是三进院落（曲阜孔庙是九进），也有许多只有两进。
在越南，地方孔廟稱文址（Văn chỉ），村社孔廟稱祠址（Từ chỉ）。
- 乡贤祠：用于纪念当地籍贯的历史名人[4]，由知县具文遂级呈报朝廷，经审批后入祠立碑纪念[5]。
- 名宦祠：用于纪念当地政绩突出官员[4]，由知县具文遂级呈报朝廷，经审批后方可入祠立碑纪念[5]。
- 明伦堂：用于官学生员教学。[6]

## 奉祀
南宋末年学者熊禾说：“尊道有祠，为道统设也。”王世贞亦稱：“太庙之有从祀者，谓能佐其主，衍斯世之治统也，以报功也。文庙之有从祀者，谓能佐其师，衍斯世之道统也。”中国孔庙主祀孔子，唐代以後以孔门弟子和一些历代儒学大家附祀配享。这些配享的人不断新增，汉明帝以孔子72弟子配祀，到民国时期，达到162人，有四配、十二哲、先贤、先儒等名号。每年固定於春、秋二季舉行釋奠禮。

## 各地孔廟

### 中国大陆

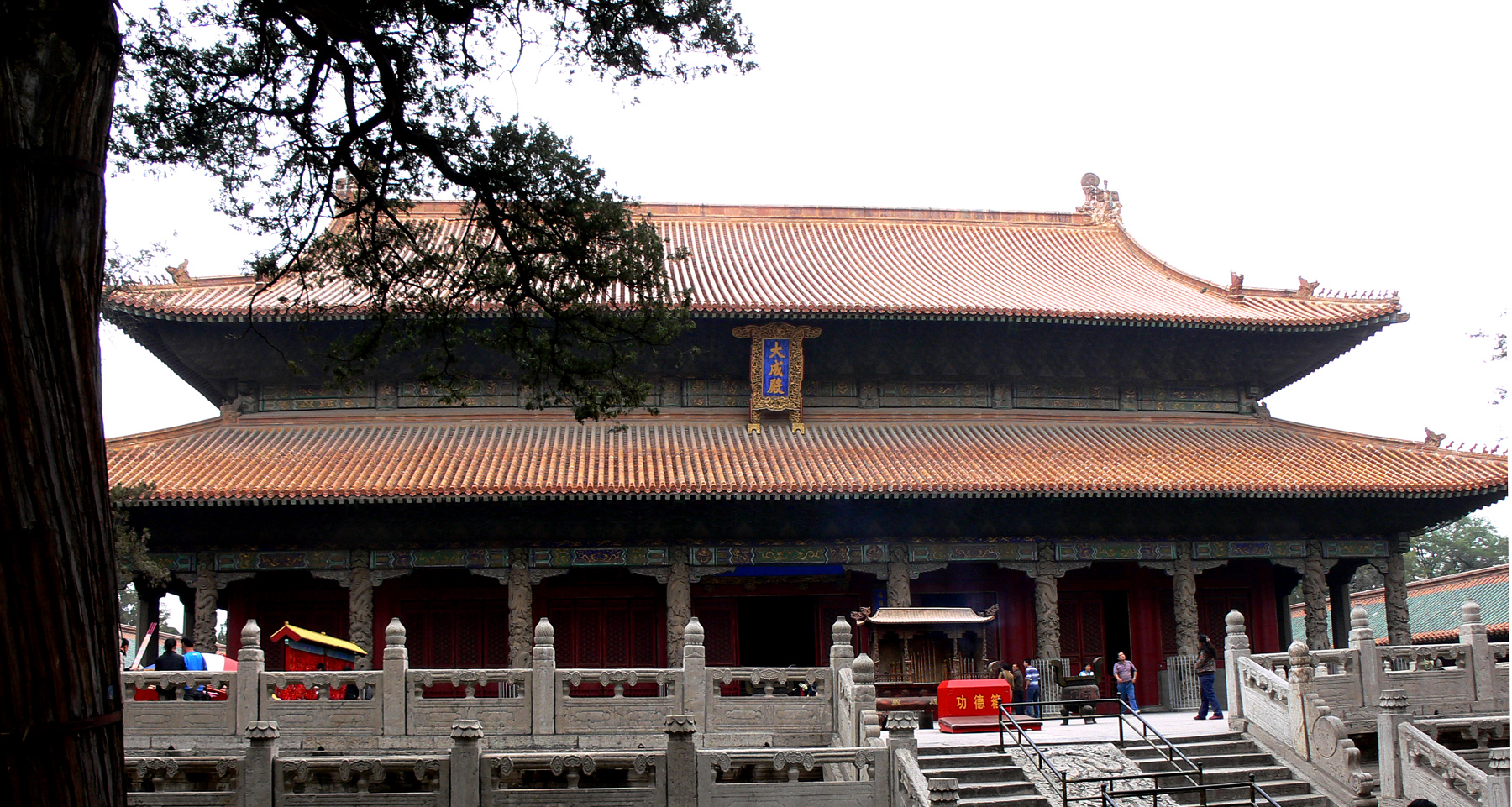
山东曲阜孔庙

自漢武帝獨尊儒術開始，中國的皇帝每年均會祭孔。自汉代以后，祭孔活动延续不断。规模也逐步提升，明清时期达到顶峰，被称为“国之大典”。清代，顺治皇帝定都北京，他在京师国子监立文庙，内有大成殿，专门举行一年兩度（春秋二祭）的祭孔大典，并尊孔子为“大成至圣先师”。祀礼规格又进化为上祀、奠帛、读祝文、三献、行三拜九叩大礼。

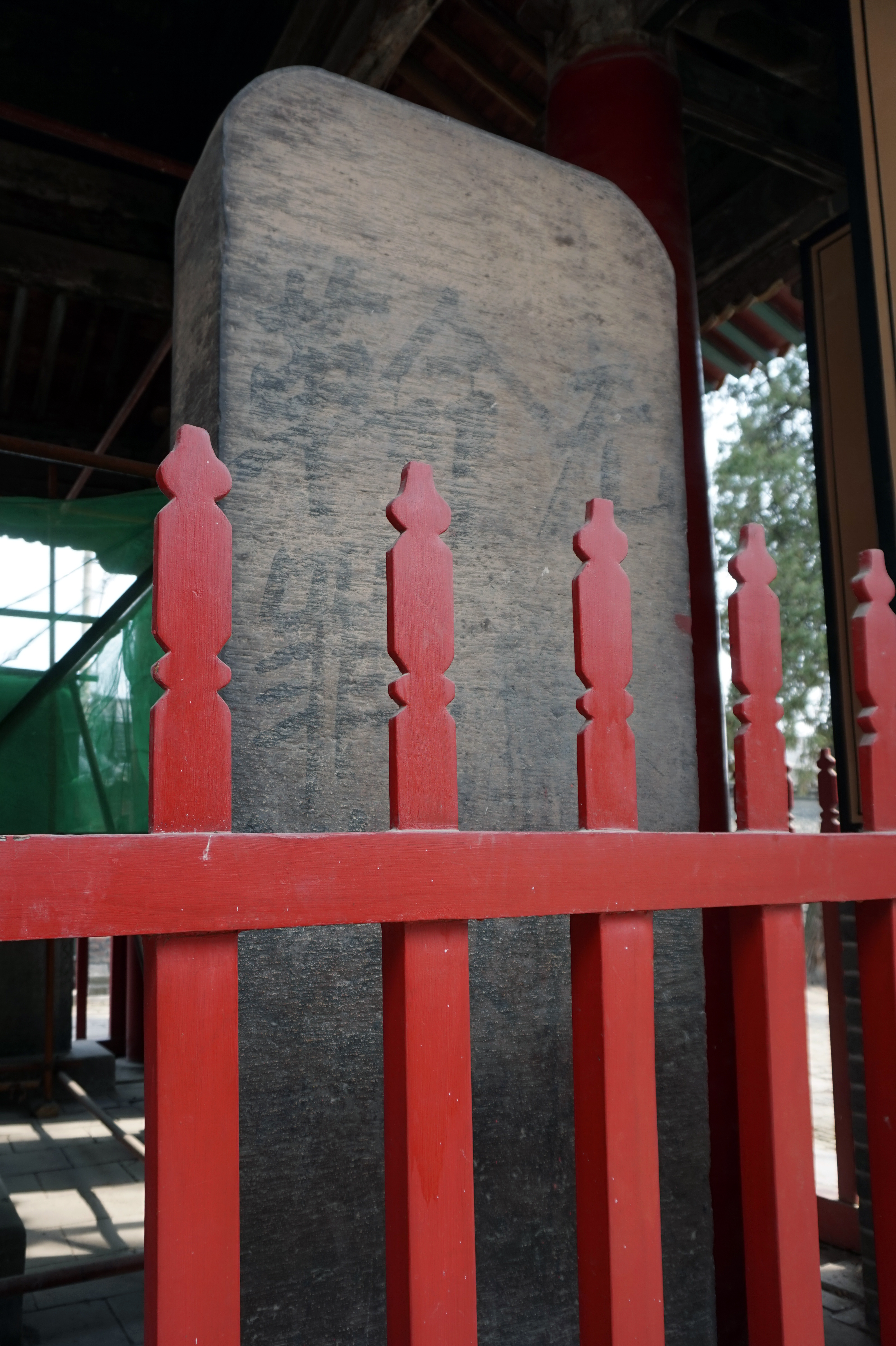
文革“破四旧”期间，曲阜孔庙一处石碑被写上“革命无罪”的标语

中國民間也有祭孔，直至1949年中共建政，中國共產黨決定取消祭孔活动，被有些人认为是去中国化。在「文化大革命」时期，共產黨大搞批林批孔的运动，祭孔視為封建迷信而被痛批，很多孔庙的文物古迹都被破坏。因此，很多祭孔的仪式，舞蹈很少有人知道。直到1984年，曲阜孔庙才恢复了民间祭孔。以后中国其他地区陆续开始祭孔的活动。从2004年开始，曲阜孔庙开始由政府主持祭孔仪式。
比较有名的有：
- 山东曲阜孔庙：曲阜孔庙初建于公元前478年，位于山东省曲阜市南门内，是第一座祭祀孔子的庙宇，以孔子的故居为庙，按皇宫的规格而建，是中国三大古建筑群之一，[9]在世界建筑史上占有重要地位。
- 郑州文庙：郑州文庙始建于东汉，历史仅次曲阜孔庙
- 北京孔庙：北京孔庙与国子监始建于元朝大德十年（公元1306年），日後成為元、明、清三代国家管理教育的最高行政机关和国家设立的最高学府。
- 天津文庙：天津文庙博物馆位于天津市南开区东门里大街。始建于明正统元年（1436年），提学御史程富提出上奏，要求在天津设立卫学。天津卫指挥使朱胜将住居一所施为学宫，首建堂斋、公廨，至此天津建起了第一所官办学校。明正统十二年（1447年）大成殿落成，始称卫学，为天津地方教育官学和尊孔的庙宇。
  - 蓟县文庙：蓟县文庙始建于隋，位于县城西北隅，现存主体建筑大成殿、东西庑、戟门、泮池、登瀛桥、棂星门、名宦祠和乡贤祠等建筑。
- 山西平遥文庙：平遥文庙位于山西省平遥县城内东南隅，始建于唐贞观初年，其大成殿为金大定三年（1163年）重建，至今保持原貌，是我国现存各级文庙中历史最久的殿宇，是全国文庙中仅存的金代建筑。在1957年地震后，平遥县政府揭瓦维修时发现，殿脊梁下记有“维大金大定三年岁次癸未四月日辛酉重建”的墨迹。
- 河北正定县文庙：正定县文庙建于明洪武七年（公元1374年），其大成殿建于五代或宋初，是现存最早的文庙大成殿建筑。文庙现仅存照壁、戟门、东西庑和大成殿等建筑，占地面积约5000平方米。
- 河北定州文庙：定州文庙始建于唐大中二年（848年），有着一千一百多年的历史，不仅是河北省最大、保存最完好的一座文庙，也是全国最大、保存最为完好的文庙之一。据史料载，文庙是长期跟随裴度、时在定州任上的卢简求（唐代著名诗人、“大历十才子”之一的卢纶之子）废天佑寺后创建的。文庙的整体布局，是中国古建的典范。
- 济南府学文庙：济南府学文庙坐落于济南市历下区明湖路248号，北临大明湖，临近芙蓉街等老城街巷。文庙创建于宋熙宁(公元1068-1077年)年间，元末倾塌，明洪武二年（公元1369年）重建。到了清代，也多次对文庙进行修整，但基本保持了明朝文庙的规模和建筑布局。
- 苏州文庙：苏州文庙创建于北宋景祐二年（1035年），由北宋著名政治家、军事家、文学家范仲淹创办。它是苏浙沪地区最大的孔庙，也是全国第二大孔庙。
- 南京夫子庙：南京夫子庙位于秦淮河北岸，原是祀奉孔子的地方，始建于宋代景祐元年（公元1034年），是就东晋学宫旧址扩建而成。元代为集庆路学，明代为应天府学。
- 福州文庙：福州文庙位于福建省福州市鼓楼区圣庙路。唐大历七年（772年），李椅始建学宫，五代王审知置四门学，宋太平兴国间改为孔庙。有经史、御书、稽古三阁，养源、仪道、驾说三堂，以及十二斋舍等，规模百余亩。后于宋熙宁、明洪武、清咸丰间三度大火，范围渐次缩小。现存庙宇为咸丰元年（1851年）至咸丰四年所建。
- 湖南宁远文庙：宁远文庙始建于北宋乾德三年（965年），是中南六省区保存最完整，规模最大的文庙。[10]国务院列为全国重点文物保护单位。
- 吉林文庙：吉林文庙于乾隆元年（1736年）由乾隆皇帝亲下圣旨兴建，与曲阜孔庙、南京夫子庙、北京孔庙并称“中国四大孔庙”。是清朝政府在东北建立的第一座孔庙，也是东北现存最大、建筑规模和等级最高的地方文庙。
- 长春文庙：长春文庙位于当时老城内二道街，始建于清同治十一年（1872年），由士绅朱琛捐资兴建。据《长春县志》记载，清光绪二十一年（1894年）和1924年由长春知府杨同桂、长春文庙知事赵鹏第主持进行过两次大规模维修、扩建。后于2002年由长春市人民政府出资，对文庙进行恢复重建，主营旅游观光，祭祀活动等。
- 浙江衢州孔氏南宗家庙：衢州孔庙是中国仅有的两处孔氏家庙之一。2004年，孔氏南宗家庙才恢复祭孔大典。2007年，全面修葺。[11]

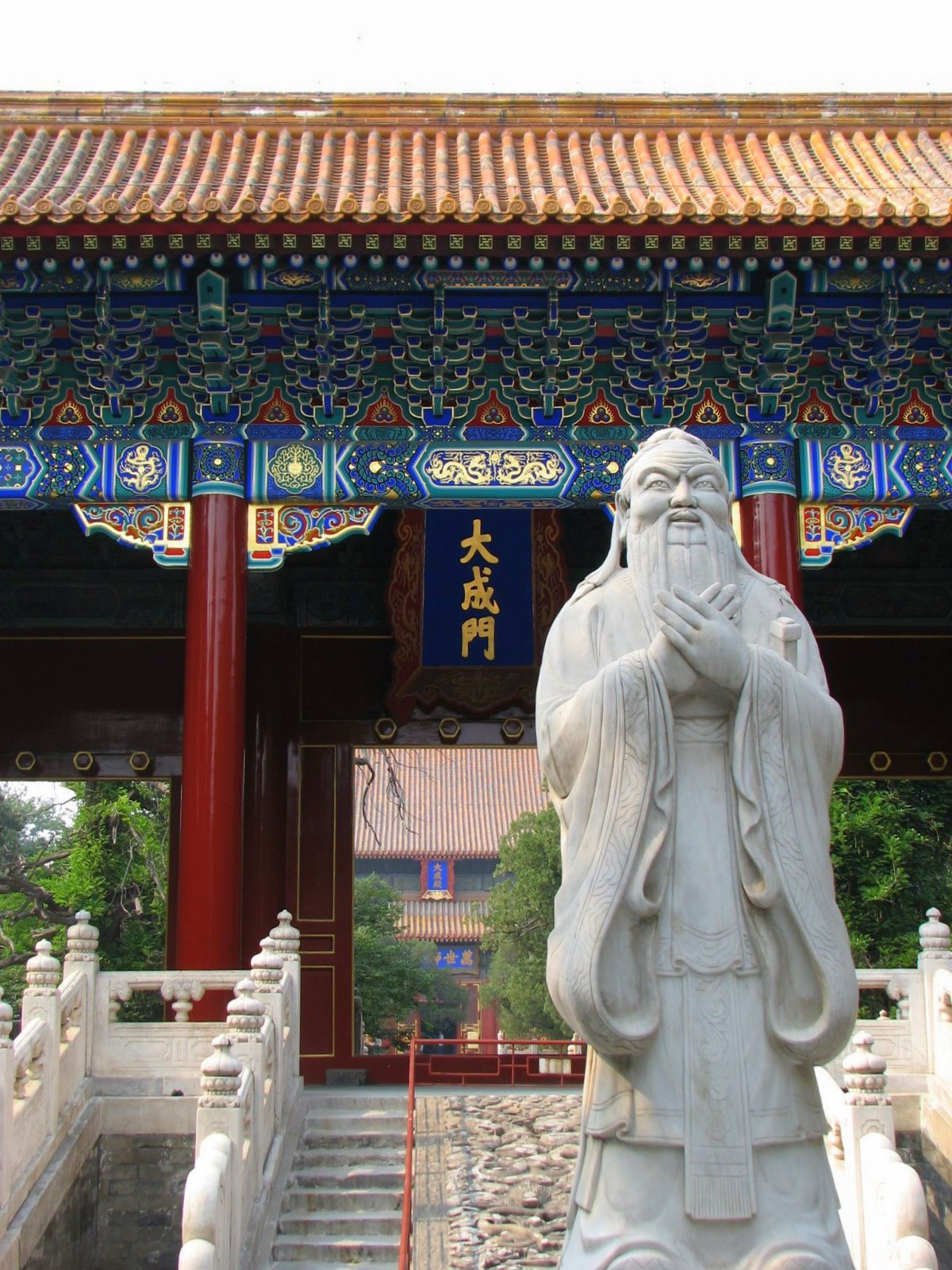
北京孔庙大成門

- 哈尔滨文庙：哈尔滨文庙建于1926年，落成于1929年，是中国东北地区现存规模最大、保存最为完整的祭祀孔子的庙宇。[12]
- 安福文庙：始建于北宋元丰四年（1010年）。南宋绍兴十三年（1142年）迁建于今址，是明、清江西安福县官学和孔庙的所在地，今为安福县博物馆使用，是全国重点文物保护单位。
- 江西赣州文庙：赣州文庙位于赣州市厚往路东段，清乾隆元年（1736年），知县张照乘将县学迁于此，因县学又为祭孔之场所，故又称文庙。建筑群整体布局和主要建筑均保存完好，是江西省现存的形制等级最高、规模最大、保存最完整的古代县学校址。
- 广东的德庆学宫：德庆学宫是中国华南现存最古老、规模最大、最具特色的孔庙，国务院列为全国重点文物保护单位。该庙建于北宋大中祥符四年（公元1011年），重建于元朝大德元年（公元1297年）。大成殿和仰圣园被誉为孔庙的海峡两岸大镇庙之宝。[13]
- 四川资中文庙：资中文庙在资中县城北门外，现为四川省文物保护单位。北宋雍熙年间（984-987年）始建于县城东街，清道光九年（1829年）迁此重建。资中文庙占地7035平方米，建筑面积2191平方米。主体建筑及布局仿山东曲阜孔庙，灵星门、大成门、大成殿排列于南北中轴线上，东西厢房、钟楼、鼓楼、乡贤祠、名宦祠对称分布两侧。他因其两种与众不同而知名，第一因其资中人苌弘曾为孔子师，破例雕像以记其事。故资中文庙祀有孔子全身站立石像，为国内仅有。第二因其庙内有全国文庙之中孔子最高、最大、最精致、最奇特的一块牌位，被誉为“中华第一牌位”。[14]
- 四川德阳文庙：德阳文庙始建于南宋开僖二年（1206年），位于城东，明洪武年间迁建成城南今址。曾多次重修增补。现今的德阳孔庙，是清道光二十八年（1848年）建成的。
- 上海文庙：上海文庙位于上海老城厢，黄浦区文庙路215号，具有七百多年的历史。上海文庙目前成为了一个综合展示中国历史文化的场所。
- 浙江杭州孔庙：杭州孔庙始建于宋高宗绍兴元年（1131年），原为南宋临安府学所在地，后至科举制度废除前一直是杭州官学所在地，以其内藏的唐至清代各类碑刻500多石著称，有“碑林”之美誉。
- 山西榆次文庙：榆次文庙建於公元999年。
- 上海嘉定孔庙：嘉定孔庙始建于南宋嘉定十二年（1219年），为县学。元代嘉定升州，为州学。明代嘉定复为县，仍为县学，直至清末废科举。自宋淳祐九年（1249年）至清末近700年间，或重修、或增建、或重建计达70余次，其规模有“吴中第一”之称。

### 臺灣

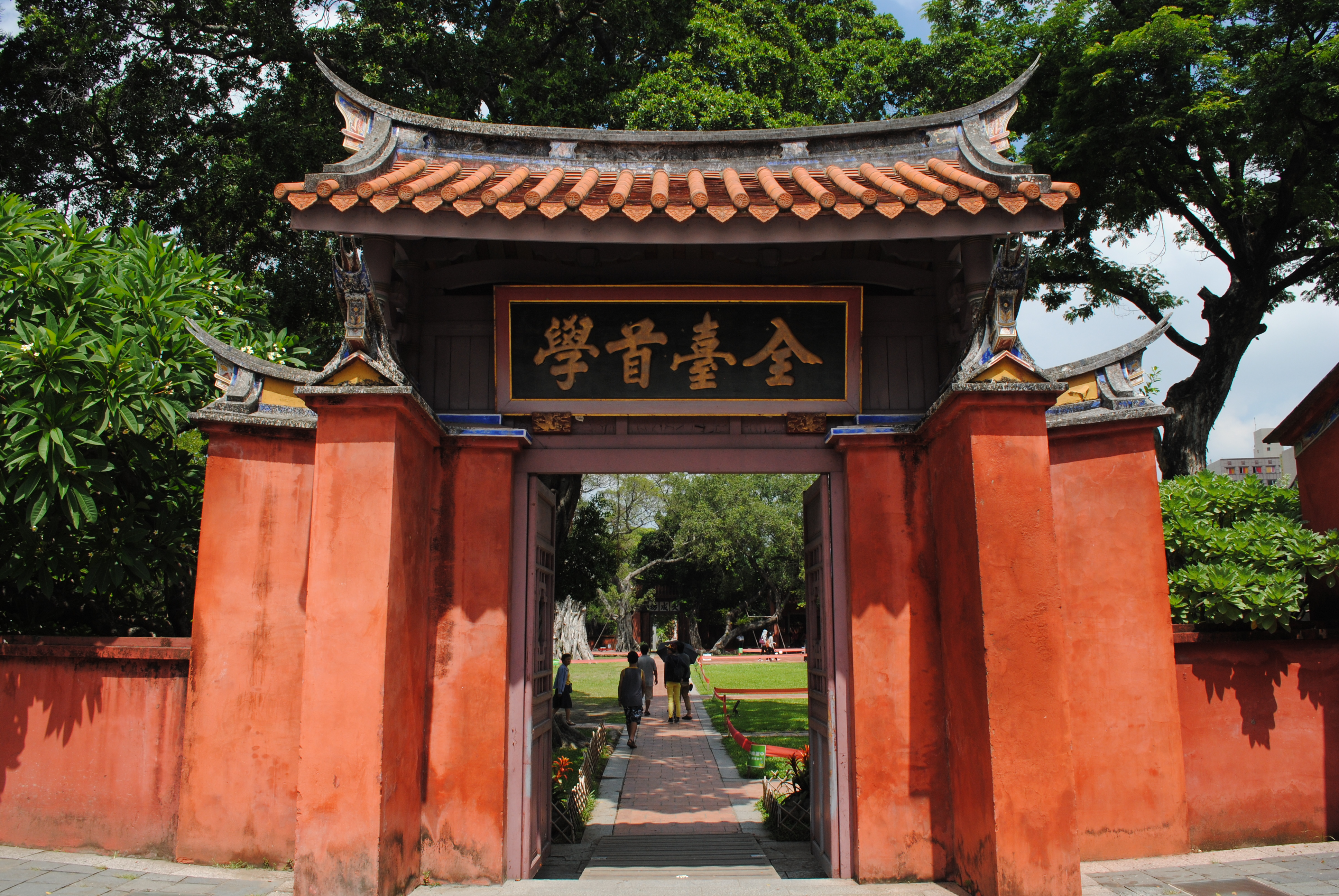
臺南孔子廟（全臺首學）

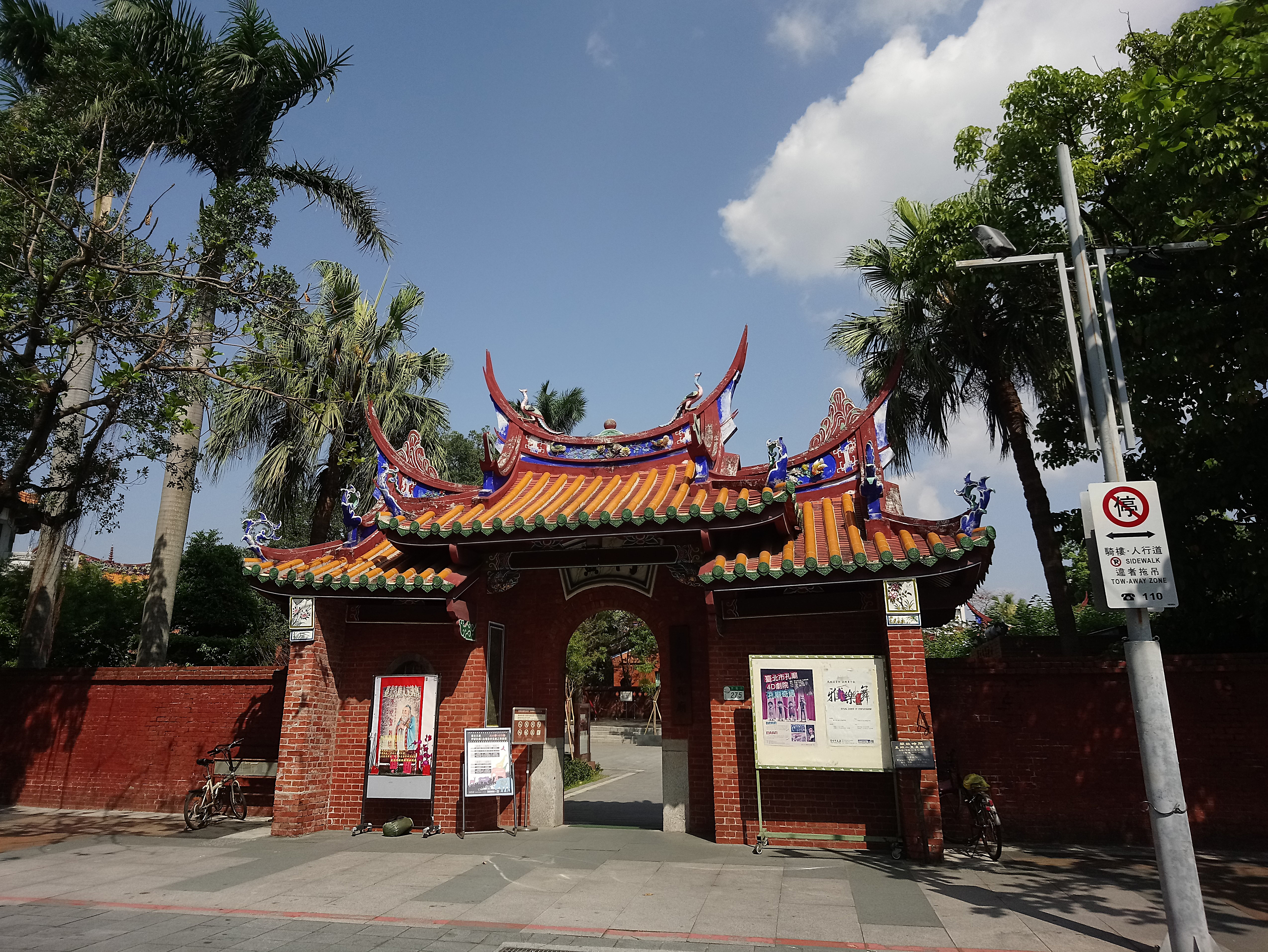
臺北孔子廟黌門

臺灣以臺南孔子廟最早，乃明鄭軍政人物陳永華所立，建於明永曆年間(西元1666年)，入口題有「全臺首學」。此額題字者不明，但已成為臺南市、甚至臺灣象徵之一。每年9月28日舉行釋奠禮，歷來都由台灣省政府主席擔任正獻官，今則改由台南市市長。台南孔廟大成殿中懸掛有清代自康熙帝、雍正帝、乾隆帝、嘉慶帝、道光帝、咸豐帝、同治帝乃至光緒帝等清帝御匾。除日治時期有中斷外，戰後中華民國總統如蔣中正、嚴家淦、蔣經國、李登輝、陳水扁、馬英九亦相繼贈匾，見證臺灣歷史與政權轉移，頗負盛名。
台北市孔廟位於臺北市大同區大龍峒，與大龍峒保安宮為鄰，由於臺灣日治時期後，廢棄了台北城內原有的文廟，後由台北士紳辜顯榮、陳培根等人捐獻建立孔廟。中華民國政府遷臺後，台北市孔廟乃成為中央政府舉行祭孔大典之處，以往都由內政部部長代表中華民國總統主祭，近年改由台北市市長擔任，孔子奉祀官及孟子、曾子後人等亦在此參與祭祀。
2008年，中華民國總統馬英九親自主持中央政府的祭孔大典，成為中華民國政府遷台以來首位親自主持祭孔大典的總統，創下首例。
孔廟設有鄉賢祠與官宦祠。
較為重要的孔廟尚有彰化孔廟、台中孔廟、高雄孔廟。

### 朝鮮半島
朝鲜是除中国外孔庙最多的地方。高丽时，开始设立孔庙。1268年孔庙开始推向地方。李成桂时期，命令地方各级都要建立孔庙，从此孔庙遍及朝鲜全境。
朝鲜孔庙的布局也是仿照中国孔庙的，但是也有很多不一样的，为前学后庙。除嗣奉中国的儒家圣贤外，还有本国的东国十八贤。
朝鲜历史上共有362座礼制孔庙。二战后，南北分治，北部的孔庙改作他用，南部的232座孔庙很多仍然进行祭祀活动。此外，在大韩民国现存非礼制孔庙有12座祠堂、2座书院、3座书斋。

### 日本本土

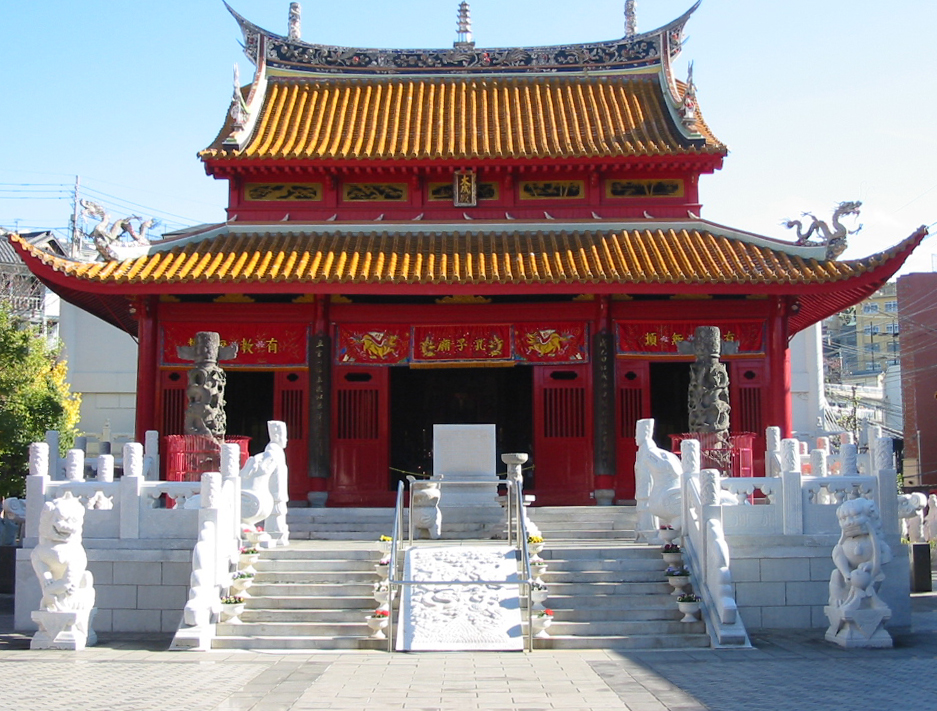
長崎孔子廟大成殿

- 盛岡聖堂-岩手縣盛岡市
- 湯島聖堂-東京都文京區
- 田切孔子廟-長野縣飯島町
- 孔聖神社-香川縣綾南町
- 多久聖廟-佐賀縣多久市
- 孔子廟-長崎縣長崎市
- 泗水孔子公園-熊本縣菊池市

### 琉球

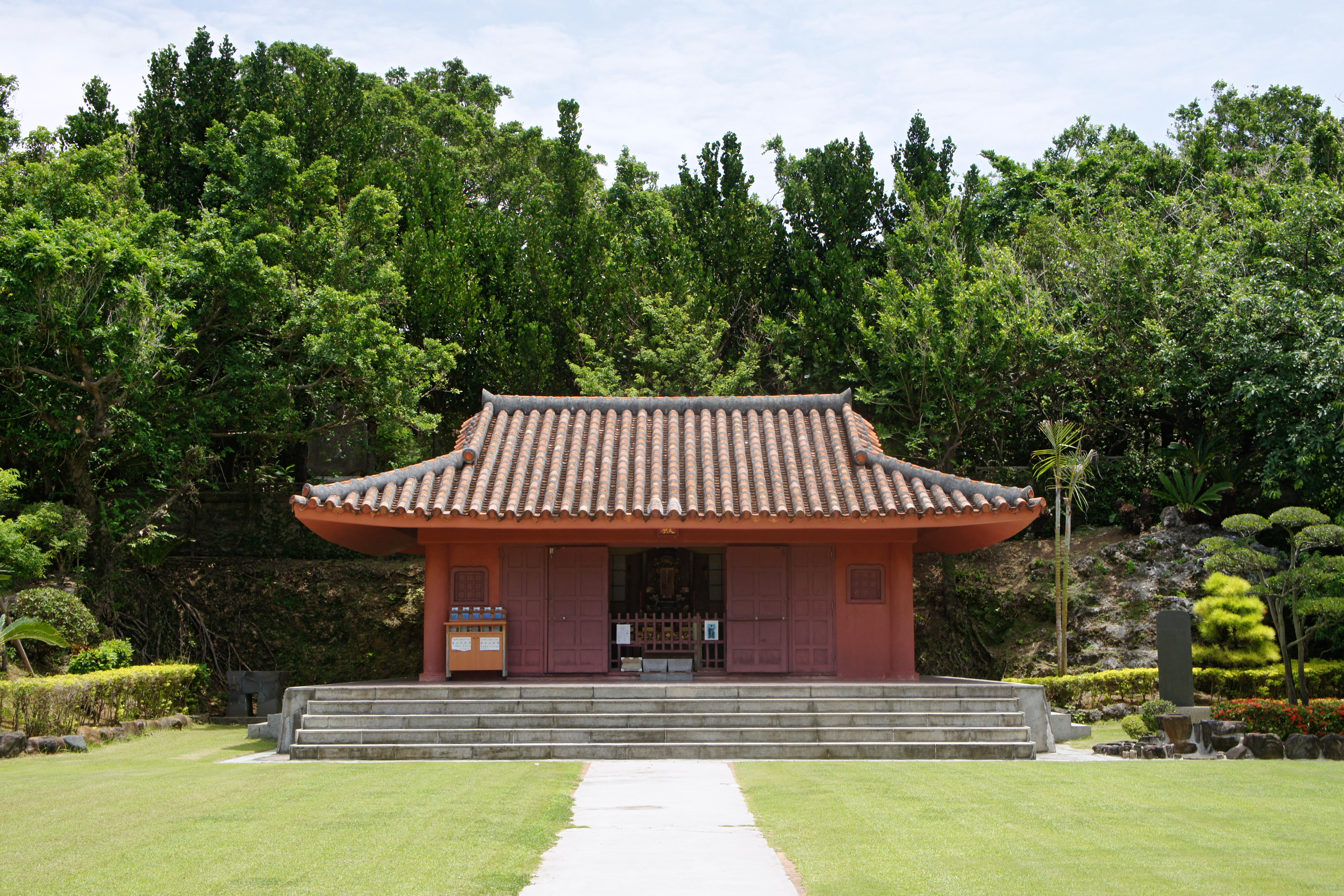
至聖廟

- 至聖廟-今日本沖繩縣那霸市

### 越南
中国的儒家文化对越南影响非常深。越南的孔庙始建于何时已不可考。最早记载的孔庙是越南李朝神武二年（1070年）在首都兴建的。越南陈朝光泰十四年（1397年）明各府设立学校，孔庙开始遍及各地。

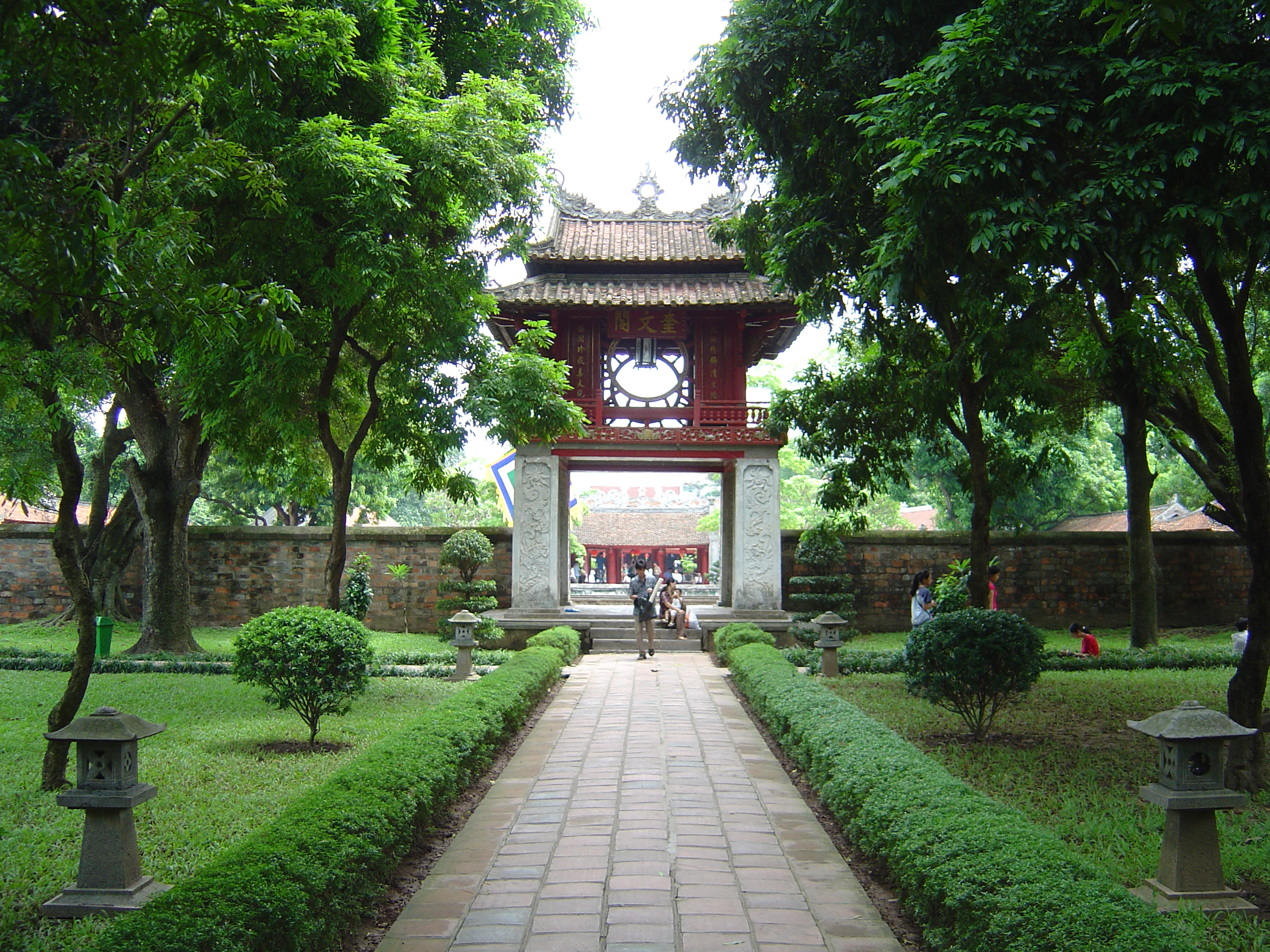
河內文廟奎文閣

形制和中国相似，不同的是，大成殿之前有拜殿，大成门前有建筑。比较著名的有河內文廟、顺化国子监、会安文庙、海阳文庙等，還有一些新建的文廟如鎮邊文廟、鵝貢文聖廟等。
祭祀对象也仿照中国的制度，但是还增加了越南的学者。

### 马来西亚
孔廟在歷史上，除了祭祀孔子外，也是國家建立的廟學，用以培育中、低階級的官員。當時已下南洋之後輩，想要進入仕途，只能回中國考取科舉，左秉隆、黃遵憲、邱菽園曾致力推動在南洋興建孔廟，惟當時清政府與英國殖民政府微妙關係等原因，導致南洋地區的孔廟一直無法成功設立，在1905年清政府廢除科舉制度後，更沒有建立孔廟的必要，但孔廟失去廟學意義後，興建孔廟的動機變得更為簡單，在20世紀起，馬來西亞各處也開始陸續建設小型且非正式的孔廟，發揚孔子思想。馬來西亞最早的孔廟是建在檳城孔聖廟中華小學裡，是由清朝駐檳城大使張弼士所創。昔日兒童第一天上學之前家長必帶兒女到此廟祭孔，以求前程光明。除此之外，在馬六甲也建有孔子大廈，毎年都有舉行祭孔活動。在霹雳怡保，也有善學院孔子廟。

### 書籍
- 孔令朋：《孔裔谈孔》. 中国文史出版社，1998年. ISBN 7-5034-0938-X.
- 黃進興：《聖賢與聖徒》（台北：允晨文化實業股份有限公司，2001）。
- 黃進興：《優入聖域：信仰、權力與正當性》（臺北：允晨文化實業股份有限公司，1994）。
- 高明士：〈隋唐廟學制度的成立與道統的關係 （页面存档备份，存于）〉。
- 朱鴻林：〈國家與禮儀：元明二代祀孔典禮的儀節變化 （页面存档备份，存于）〉。
- 朱鴻林：〈儒者從祀孔廟的學術與政治問題 （页面存档备份，存于）〉。